# Demain, moisson d'étoiles
Demain moisson d’étoiles est un recueil de nouvelles de science-fiction écrites par Arthur C. Clarke.

## Publications
Le recueil est paru sous le titre Reach for Tomorrow en 1956 ; il regroupe une douzaine de nouvelles publiées entre 1946 et 1956.
Il a été publié en France aux éditions Denoël dans la collection Présence du futur (no 36) en 1960.

## Liste des nouvelles

### Expédition de secours
- Titre original : Rescue Party
- Publication pour la première fois dans Astounding Science Fiction en mai 1946.
- Résumé : Un vaisseau de la Fédération, à l'équipage composé de plusieurs espèces d'êtres intelligents, doit se rendre sur la troisième planète d'un système solaire dont l'étoile menace de se transformer en supernova d'un moment à l'autre. Leur mission est de repérer et de sauver toute trace de vie intelligente susceptible d'être encore présente à la surface de cette planète condamnée. Néanmoins, malgré des fouilles approfondies et périlleuses, la mission se solde par un échec, aucune trace des habitants de la Terre n'ayant été décelée. C'est quelques jours après avoir quitté le voisinage dangereux du Soleil que les membres de la Fédération découvrent une flotte composée de centaines de vaisseaux spatiaux abritant ce qu'il reste de l'Humanité. Ils comprennent alors combien ils ont sous-estimé cette race qu'ils croyaient bien moins avancée.

### Une marche dans la nuit
- Titre original : A Walk in the Dark
- Résumé :

### L'Ennemi oublié
- Titre original : The Forgotten Enemy
- Résumé :

### Erreur technique
- Titre original : Technical Error
- Résumé :

### Le Parasite
- Titre original : The Parasite
- Résumé :

### Les Feux intérieurs
- Titre original : The Fires within
- Résumé :

### Le Réveil
- Titre original : The Awakening
- Résumé :

### L'Indigène est rétif
- Titre original : Trouble with the natives
- Résumé :

### La Malédiction
- Titre original : The curse et Nightfall
- Résumé :

### Le Vecteur temporel
- Titre original : Time's Arrow
- Résumé :

### Jupiter Cinq
- Titre original : Jupiter five
- Résumé :

### Les Possédés
- Titre original : The Posseded
- Résumé :